# Merkurbrunnen (Bielefeld)

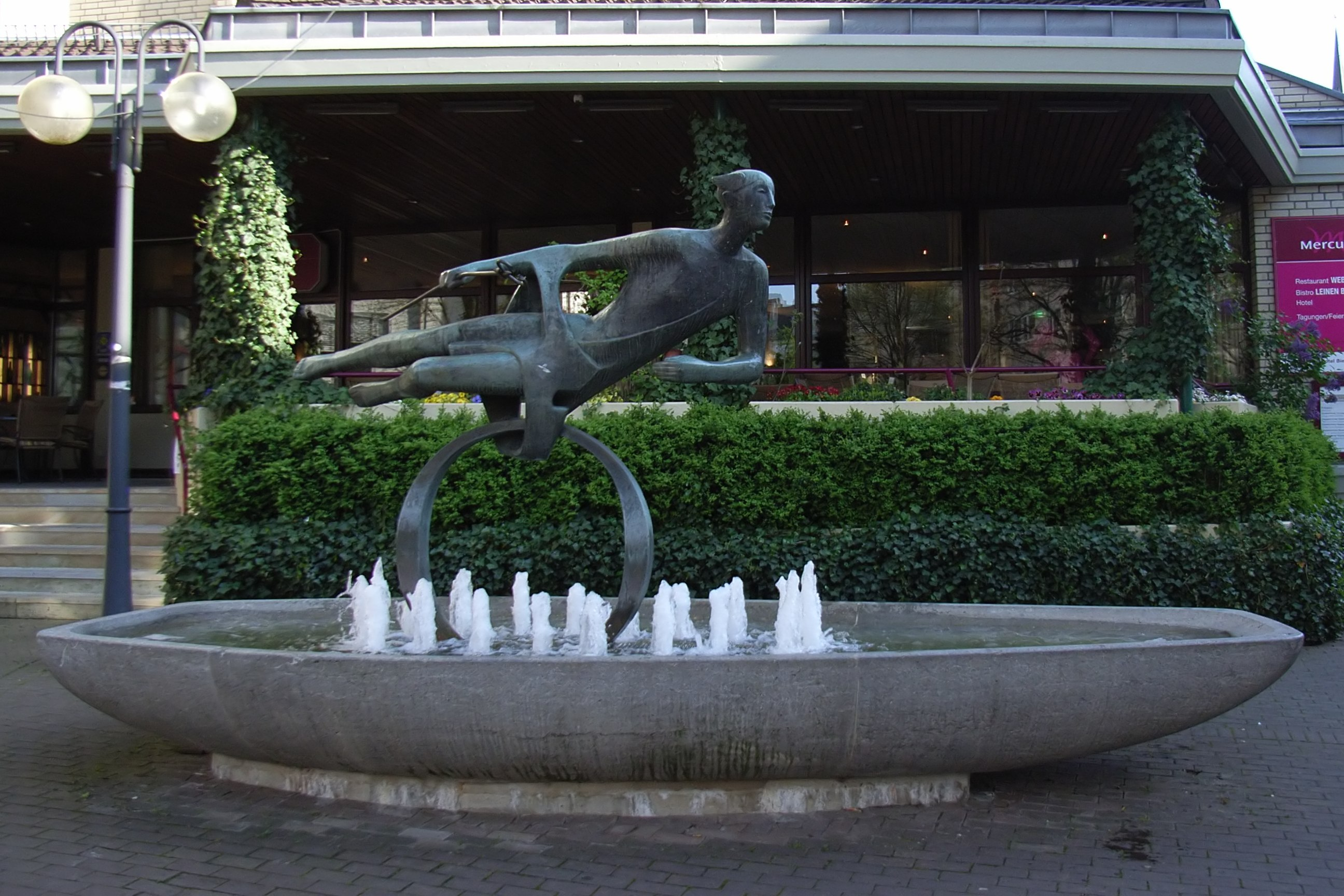
Merkurbrunnen vor dem Hotel Mercure

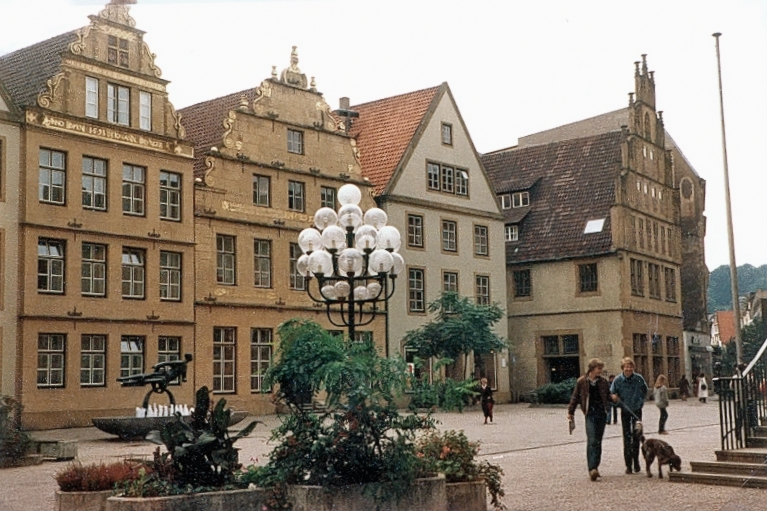
1980: Merkurbrunnen (links) auf dem Alten Markt

Der Merkurbrunnen in Bielefeld ist ein Werk von Herbert Volwahsen. Die 5,50 m lange Steinschale wurde 1963 vor dem Bankhaus Lampe auf dem Alten Markt in Bielefeld als Schlusspunkt des Wiederaufbaus nach dem Zweiten Weltkrieg aufgestellt. Der ganz im Stil der 1960er-Jahre gestaltete Brunnen wurde bald zu einem Wahrzeichen der Stadt. Auf einem bronzenen Halbrund, einer Erdkugel ähnlich, schwebt in bewegter Pose der 2,70 m große Merkur, in der rechten Hand hält er seinen Stab. Am Helm und an den Sandalen, nur knapp angedeutet, sind die kleinen Flügel erkennbar. Die Wolken, über die der griechische Gott schwebt, werden symbolisiert von kleinen Wasserfontänen.
Im Zuge der Umgestaltung der Bielefelder Fußgängerzone wurde der Merkurbrunnen 2005 vom Alten Markt auf den Bunnemannplatz vor das Mercure-Hotel umgesetzt. Gegen diesen Umzug gab es auch Proteste.